# Kikkawa Hiroie
Kikkawa Hiroie est un nom japonais traditionnel ; le nom de famille (ou le nom d'école), Kikkawa, précède donc le prénom (ou le nom d'artiste).
Kikkawa Hiroie (吉川 広家, 7 décembre 1561-22 octobre 1625) est un daimyo de  l'époque Azuchi Momoyama et du début de l'époque d'Edo.

## Biographie
Le père de Hiroie est Kikkawa Motoharu et sa mère une fille de Kumagai Nobunao. Son nom à la naissance est Tsunenobu (経信) et il fait ses débuts sur le champ de bataille avec son père en 1570 contre Amago Katsuhisa. En 1583, il est envoyé en tant qu'otage au souverain de facto Hashiba Hideyoshi.
De 1586 à 1587, son père et son frère aîné, Kikkawa Motonaga, décèdent tous deux et il devient le chef du clan Kikkawa. Vers cette époque, il change son nom pour Hiroie. Contrairement à son père et son frère aîné, connu pour sa bravoure au champ de bataille, Hiroie préfère la stratégie et la diplomatie pour l'emporter sur un champ de bataille et est très apprécié par Hideyoshi pour maintenir la cohésion du clan Mōri après la mort de Kobayakawa Takakage. Au cours de la guerre de sept ans en Corée, il se fait remarquer pour la défaite d'une armée Ming beaucoup plus grande à la bataille du château d'Ulsan.
Lors de la bataille de Sekigahara de 1600, Hiroie juge que le côté Tokugawa va gagner. Cependant, en tant que l'un des cinq grands anciens du gouvernement Toyotomi, Mōri Terumoto et plusieurs des vassaux du clan Mōri sont favorables aux forces pro-Toyotomi dirigées par Ishida Mitsunari. Afin d'assurer la survie du clan, Hiroie fait un pacte secret avec les Tokugawa par l'entremise de Kuroda Nagamasa, promettant aux Mōri sa neutralité pendant la bataille en échange de garanties de leurs domaines existants.
Bien que Mōri Terumoto est fait commandant en chef de l'armée de l'Ouest, il demeure au château d'Osaka. Au lieu de cela, l'armée de campagne Mōri rejoint le reste des forces de l'Ouest sous le commandement de Mōri Hidemoto, avec Hiroie commandant l'avant-garde. Le jour de la bataille effective, le 15 septembre, l'armée Mōri se déploie sur le flanc des forces des Tokugawa. Toutefois, lorsque Hidemoto ordonne un assaut, Hiroie refuse d'obtempérer et utilise les avant-gardes sous son commandement pour bloquer les routes d'attaque. Hiroie peut ainsi éviter au gros de l'armée Mōri d'engager les troupes Tokugawa.
La plus grande partie de l'armée Mōri ne prend donc jamais part à la bataille. Cependant, après que Tokugawa Ieyasu est sorti victorieux, plusieurs documents compromettants pour Mōri Terumoto sont trouvés dans le château d'Osaka. Ieyasu croit que les documents montrent que Terumoto est impliqué plus profondément dans l'armée de l'Ouest que Hiroie ne l'a présenté et annule donc leur pacte secret. Au début, il veut confisquer complètement tous les domaines des Mōri et donner deux provinces à Hiroie comme récompense.
Cependant l'offre choque Hiroie dont la motivation est d'assurer la survie du clan Mōri. Finalement, Ieyasu cède et à la place réduit les domaines du clan Mōri à seulement deux provinces à la condition que Mōri Terumoto prenne sa retraite. Bien que Hiroie a réussi à maintenir le statut de daimyo du clan Mōri, ce dernier perd plus des trois quarts de ses anciens territoires.
Parce que Hiroie a mené des négociations secrètes à l'insu et sans l'approbation du clan, une fois que les événements sont connus, il subit des attaques intenses de son propre clan. Beaucoup le considèrent comme un traître, surtout depuis que ses actions pendant la bataille passent pour avoir joué un rôle dans la victoire de Tokugawa qui a conduit à la désastreuse punition. Hidemoto en particulier, devient son rival dans la politique intérieure du clan Mōri.
Après la bataille, Terumoto donne une partie de son domaine très réduit à Hiroie qui est donc souvent considéré à tort comme le premier dirigeant d'un han d'Iwakuni. Toutefois, contrairement aux shihan Mōri établis pour des branches du clan à la même période, Hiroie et ses descendants ne sont pas faits daimyos à part entière avant la restauration de Meiji. Au lieu de cela, la famille Kikkawa continue d'être vassale supérieure du clan Mōri jusqu'à la fin du bakufu, époque à laquelle le domaine d'Iwakawa devient officiellement un han.
Hiroie travaille à la prospérité de son domaine ; il est connu pour avoir composé un ensemble de lois comprenant 188 clauses (les Kikkawa-shi hatto).
En 1614, Kikkawa Hiromasa, son fils ainé, succède à Hiroie.
Hiroie meurt en 1626, douze ans après avoir transmis la position de chef de clan à son héritier.

## Source de la traduction
- (en) Cet article est partiellement ou en totalité issu de l’article de Wikipédia en anglais intitulé « Kikkawa Hiroie » (voir la liste des auteurs).